# Droit privé du Canada
 (décembre 2024).
Si vous disposez d'ouvrages ou d'articles de référence ou si vous connaissez des sites web de qualité traitant du thème abordé ici, merci de compléter l'article en donnant les références utiles à sa vérifiabilité et en les liant à la section « Notes et références ».
Le droit privé au Canada relève de la compétences législatives des provinces et du fédéral. À l'exception du Québec, le droit privé de toutes les provinces au Canada est inspiré de la tradition juridique de la common law. Au Québec, le droit privé est grandement inspiré de la tradition romano-civiliste. Quant au fédéral, le droit privé est théoriquement bi-juridique, c'est-à-dire qu'il varie selon la province où le fait juridique pertinent a eu lieu[réf. nécessaire].

## Droit civil
Le droit civil canadien concerne les litiges entre les personnes morales ou physiques (citoyens, entreprises, organismes dûment constitués). Ces litiges peuvent porter notamment sur les obligations contractuelles, les dommages ou les droits de propriété.
Le droit civil comprend entre autres les branches suivantes :
- Droit commercial
- Droit du travail
- Droit des transports
- Droit des assurances
- Droit rural
- Droit de la propriété littéraire et artistique

## Droit judiciaire privé (procédure civile)
Le droit procédural canadien inclut plusieurs aspects du système juridique canadien. Les lois sur les preuves réglementent l'admissibilité des éléments de preuve devant les tribunaux. Le palier de gouvernement qui légifère en ce sens dépend de quel palier, fédéral ou provincial, a compétence sur un champ législatif particulier. Le fonctionnement des tribunaux est réglementé par les lois de la procédure civile qui sont codifiées dans les lois de procédure civile de chacune des provinces.